# Koloman Banšell
Koloman Banšell (26. srpna 1850, Točnica – 27. března 1887, Lučenec) byl evangelický kněz, slovenský básník, literární teoretik, prozaik a novinář.

## Životopis

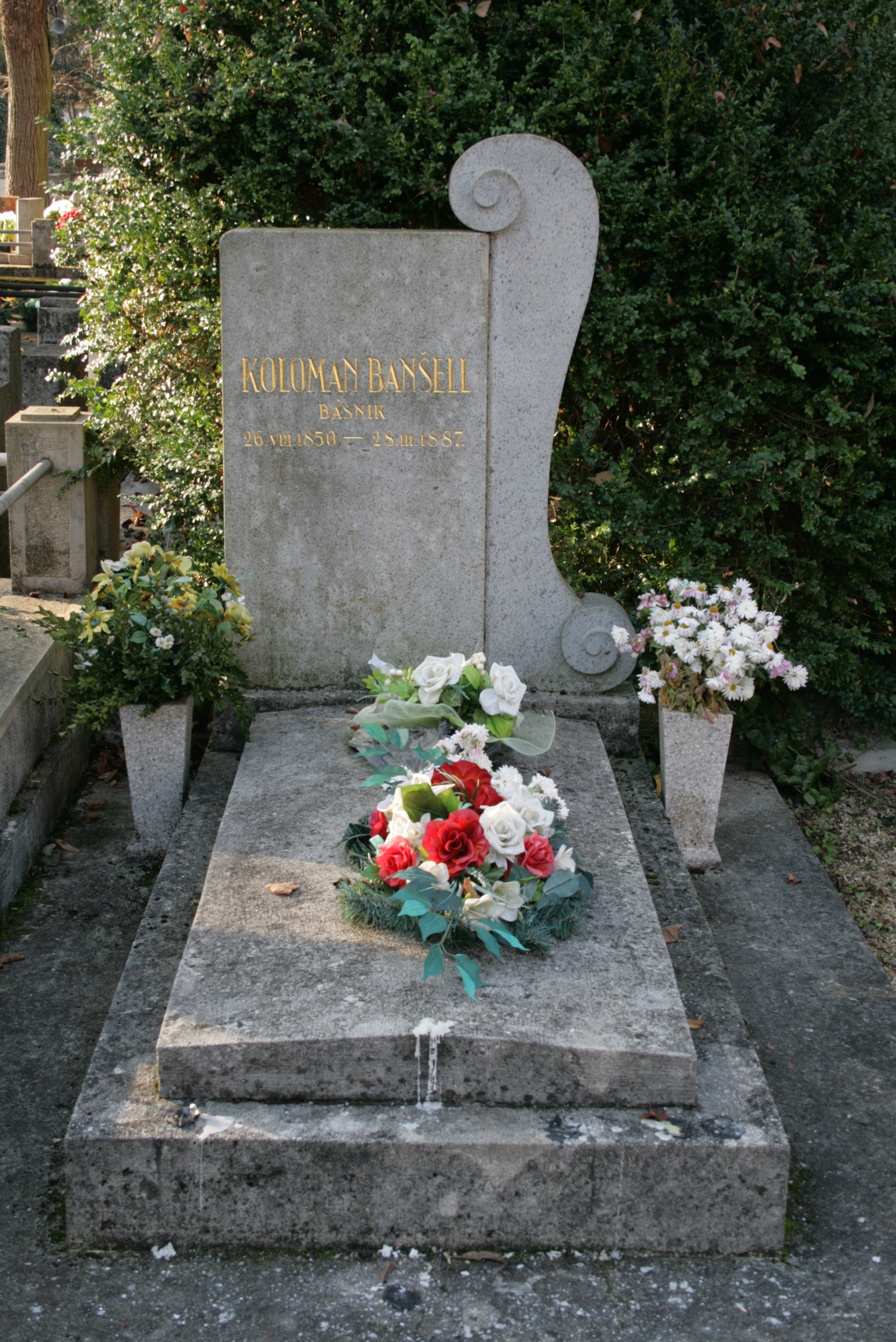
Hrob Kolomana Banšella v Lučenci

Pocházel z učitelské rodiny, odkud i získal základní vzdělání (chodil do školy, kde učil jeho otec), později navštěvoval školy v různých slovenských městech (Banská Štiavnica, Revúca město), Prešov). Pracoval jako vychovatel v Gerendáši (Maďarsko), po roce však odešel na studijní pobyt do Basileje ve Švýcarsku. V roce 1873 začal pracovat v Budapešti v redakci Slovenských novin, ale již počátkem roku 1873 se vrátil do Gerendáša, kde opět přijal místo vychovatele. Od roku 1874 byl evangelickým farářem v malých vesničkách: Sámsonház (Maďarsko), Veľký Lom a Mašková. V roce 1879 se pokusil o sebevraždu, v letech 1880–85 se léčil v ústavu pro choromyslné v Budapešti. Poslední léta svého života prožil v bídě a zapomnění v Lučenci, kde se v záchvatu nových depresí zastřelil. Pochován je v Lučenci.

## Tvorba
Své první literární díla uveřejňoval v různých, většinou rukopisných časopisech (Svit, Zore, Bubon). První básně uveřejnil v roce 1867 v časopise Sokol. Jeho tvorba měla hodně novátorských rysů, kterými se odtrhl od postromantické literatury. Jeho básnická tvorba postupně dostávala charakter manifestů a výzev. Svou tvorbou se snažil o rozhýbání mladé generace, ale projevoval se v ní hlavně jeho vlastní neklid, zklamání, rezignace, ztráta ideálů, které vyústily až do jeho pokusů o sebevraždu a tragické smrti. Spolu s P. O. Hviezdoslavem vydával almanach Napred, který stál na počátku slovenského literárního realismu.

## Dílo
- 1869 – Petőfimu, báseň
- 1871 – Napred, almanach, ktorý vydala prešovská mládež spolu s Banšellom a P. O. Hviezdoslavom
- 1871 – Okyptenec (vyšlo z almanachu Napred)
- 1871 – Šuhaj ako z iskry, povahopisná črta (vyšlo v almanachu Napred)
- 1871 – Rozbor znelky, teoretická úvaha (vyšlo v periodiku Dennica)
- 1871 – Dľa čoho sa má súdiť báseň?, teoretická úvaha (vyšlo v periodiku Dennica)
- 1873 – Atalanta, historická povesť
- 1873 – Na paralodi a železnici, fejtón (vyšlo v periodiku Slovenské noviny)
- 1874 – Duch maďarskej revolučnej poézie, teoretická úvaha (vyšlo v periodiku Slovenské noviny)
- 1886 – Túhy mladosti, zbierka poézie
- 1921 – Baronica, spoločenská novela